# Semiothisa megalesia
Semiothisa megalesia là một loài bướm đêm trong họ Geometridae.